# Hexatoma (Eriocera) nigrocoxata
Hexatoma (Eriocera) nigrocoxata is een tweevleugelige uit de familie steltmuggen (Limoniidae). De soort komt voor in het Oriëntaals gebied.